# Cascavel Clube Recreativo
O Cascavel Clube Recreativo (conhecido como Cascavel ou ainda Cascavel CR e cujo acrônimo era CCR) foi um clube de futebol brasileiro da cidade de Cascavel, oeste do Paraná. Foi fundado em 17 de Dezembro de 2001 e suas cores eram o azul, vermelho e branco. O clube mandava seus jogos no Estádio Olímpico Regional Arnaldo Busatto. Foi extinto como time de futebol, ao mudar de cidade, de nome e de cores, passando a ser o Oeste Brasil FC, sediado em Toledo. 

## História

### História das fusões
O Cascavel Clube Recreativo foi criado com o intuito de  fortalecer o futebol da cidade, nascendo da fusão entre o Cascavel S/A, a SOREC e o Cascavel Esporte Clube no ano de 2001. A criação do CCR é oriunda de uma gama de fatores ocorridos em anos anteriores no futebol cascavelense que culminaram no seu surgimento no início dos anos 2000. Entre esses fatores, estava a conclusão de que era inviável para a cidade comportar três clubes e atrelado aos seguidos insucessos na década de 1990 as três principais forças da modalidade no município resolveram se unir a fim de formar uma nova equipe. Dessa forma, definiu-se como sede oficial e local de jogos o Estádio Olímpico Regional Arnaldo Busatto, além disso, à nova agremiação herdou às cores de fundação do Cascavel E.C, respectivamente: o branco, vermelho e azul. Nesse contexto, nascia oficialmente o Cascavel Clube Recreativo em 17 de dezembro de 2001.

### O primeiro jogo
O primeiro jogo oficial do Cascavel Clube Recreativo foi contra o já extinto Cataratas Atlético Clube, pela primeira rodada da Divisão de Acesso do Campeonato Paranaense de 2002 no Estádio do ABC em Foz do Iguaçu. A partida foi vencida pelo Tricolor do Oeste pelo placar de 3 a 1.

### Década de 2000
Em 2002, o CCR faz a sua primeira aparição como clube profissional, disputando à Divisão de Acesso, cuja vaga na competição foi herdada do Cascavel S/A que havia jogado o mesmo torneio na edição anterior. Ao longo de três fases obteve 12 vitórias, 5 empates e 9 derrotas, encerrando a competição no terceiro lugar, o que lhe garantiu presença na elite do futebol do estado no ano de 2003. No seu debute na Primeira Divisão Paranaense, o Tricolor do Oeste teve um resultado desastroso, já que depois de péssima campanha retornou a Série B do estadual. O rebaixamento encerrou as atividades na temporada por falta de competições e verba, obrigando o clube a ficar dez meses sem jogar. O então presidente Sandro Bacarin, afirmou que o principal motivo para o insucesso foi a falta de apoio financeiro, fato que impossibilitou a diretoria de fazer boas contratações e os jogadores de terem uma pré-temporada adequada para entrarem bem no campeonato. A partir de 2004, Sérgio Santos um empresário paulista do ramo futebolístico assume a presidência com a promessa de ascender o clube à primeira divisão do estado. Entretanto, tal objetivo seria adiado, já que tanto na  Divisão de Acesso 2004, quanto na de 2005 a serpente não conseguiu ser promovida.
Em 2006, após torneio conturbado que foi decido apenas nos tribunais o CCR consegue o acesso à elite do futebol paranaense. No ano seguinte, para a disputa do Campeonato Paranaense de 2007, o clube contou com a parceria da Belletti Sports que passou a dirigir o clube na figura do então lateral direito do Barcelona Juliano Belletti, que passava a ser uma espécie de gerente de futebol. Além do trabalho no time profissional, a parceria também investiu nas categorias de base, trabalho que ficou sob a responsabilidade de Patrick Belletti, um dos principais objetivos era o investimento em jogadores da cidade e da região diminuindo os custos em contratações e dando mais valor aos talentos das categorias inferiores. Neste mesmo ano sob o comando de Lorival dos Santos o Cascavel conseguiu se manter na primeira divisão.
A parceria com a Belleti Sports foi desfeita no final de 2007 e o Cascavel voltou a enfrentar dificuldades financeiras. Para a temporada 2008, ainda com Sérgio Santos na presidência é firmado um novo acordo, desta vez com a empresa Toque de Classe visando a disputa do Campeonato Paranaense, tal aliança, durou até o fim do campeonato. Na competição a serpente conseguiu manter-se na primeira divisão, entretanto, jogadores ficaram sem os pagamentos e fornecedores não receberam pelos serviços prestados devido a estes fatos o Conselho Deliberativo da época decidiu destituir Sérgio Santos da presidência.
Já em 2009, o CCR encontrava-se mergulhado em dívidas que somavam o total de 1 milhão de reais, resultado principalmente de ações trabalhistas movidas por ex-atletas que não receberam seus salários. Diante desta situação um grupo de empresários cascavelenses sob iniciativa de Jair Bordignon e Darcy Casagrande, duas das mais influentes figuras do futebol na cidade, passaram a reger o Tricolor do Oeste, com o intuito de reestruturar financeiramente o clube. Apesar de não terem obtido sucesso dentro dos campos pois o time ocupou posições intermediarias no paranaense, a direção cumpriu o objetivo e voltou a dar credibilidade ao Cascavel.

### Década de 2010
A partir de 2010, um novo presidente é eleito. Tratava-se de Ney Victor, ex-jogador do antigo Cascavel Esporte Clube e então  treinador do Cascavel Futsal que assumia o clube contando com o auxílio de um número considerável de patrocinadores objetivando dar continuidade a reformulação iniciada na gestão anterior e na montagem de uma equipe competitiva. Apoiado nessas premissas, o clube faz uma boa campanha no estadual, figurando entre as oito melhores equipes do Paraná. Dessa forma, o ano de 2011 trazia boas expectativas em virtude da reestruturação iniciada em 2009 e do bom desempenho no ano anterior, no entanto, o Cascavel acabou sendo a Divisão de Acesso depois de um fraco desempenho no Campeonato Paranaense onde terminou na última colocação. Já no ano de 2012, o CCR lutou para permanecer na Divisão de Acesso fato que acabou se consolidando dentro de campo, pois mesmo enfrentando dificuldades encerrou na 5ª posição, entretanto, devido ao uso de jogadores irregulares na partida contra o Foz no dia 18 de maio de 2012, foi punido com a perda de seis pontos após julgamento no TJD-PR, desta forma o CCR amargava seu segundo declínio em menos de dois anos, sendo então rebaixado para a Terceirona de 2013. Após  tentativas frustradas para revogar a decisão da FPF o Conselho Deliberativo da época elegeu um novo presidente, o empresário Mauri Carlos Schoneweiss, conhecido como Zebrão. No entanto, após ficar ciente de pendências financeiras do clube oriundas das gestões passadas Zebrão decidiu não assumir o cargo deixando o CCR á beira da extinção.
No ano de 2013, Sidnei Roberto Villaca assume a presidência do clube junto ao seu vice Nivaldo Missio Sotel, definindo em entrevista que: " o Cascavel tinha um rumo traçado mas nada definido". Tais definições se iniciaram no ano de 2014, após o clube licenciar-se de suas atividades em 2013, todavia era Missio que assumia o posto de presidente, já que Villaca preferiu não ser a figura principal do novo projeto, renunciando ao cargo. O primeiro passo de Missio foi a quitação de todas as dividas pendentes com a Federação Paranaense e o TJD que somavam cerca de dezoito mil e cem reais, medida que regularizou a situação do legal do clube com ambas instituições. A segunda medida foi a retomada das atividades nas categorias de base com o intuito de estruturar uma equipe Sub-20 para a disputa do estadual, já que além da importância de investir nas categorias inferiores a Federação Paranaense de Futebol obriga os clubes a ter ao menos uma equipe em seus torneios de base para que o direito que a participação em seus campeonatos profissionais seja assegurada. Através do projeto intitulado Instituto CCR, o clube passou há realizar "peneiras" com garotos da cidade e da região, dessa forma, o Tricolor do Oeste viabilizou a montagem de um elenco para a disputa do Campeonato Paranaense Sub-20 de 2014, sendo este o primeiro passo para a participar da Terceira Divisão Paranaense daquele ano.
Dessa maneira, após um ano afastado o CCR voltava as atividades profissionais disputando Terceirona e apesar de não obter resultados expressivos, pois o time era formado em sua grande maioria por garotos da base, só o fato de estar presente na competição era uma vitória segundo o presidente Nivaldo Missio. Em 2015, o Cascavel continuou a sua reestruturação pela base estruturando equipes em novas faixas etárias como a sub-15 e a sub-17, além da já existente sub-20. No entanto, o foco principal era a disputa da Terceira Divisão Paranaense de 2015, que quase chegou a não ser realizada, no entanto a FPF confirmou a realização do torneio para o segundo semestre daquele ano. Este certame entraria para a história como o primeiro título do clube, fato que começou a se materializar depois da vitória na primeira partida da decisão no estádio Ninho da Cobra contra o Cambé pelo placar de 4 a 3, com gols de Suender, Juninho e Leandro duas vezes, para o tricolor. A confirmação do título viria após o empate com a equipe do norte paranaense no Estádio do Café em Londrina. No ano de 2016, de volta a Divisão de Acesso o objetivo era não ser rebaixado, fato que acabou se concretizando já que o Cambé acabou desistindo durante a disputa do torneio e dessa forma descendeu para a Terceira Divisão Paranaense.
Ao final do mesmo ano, Tony Di Almeida que tinha a experiência como diretor de futebol do clube nas gestões de Sandro Bacarin e Sérgio Santos, sucedeu  Nivaldo Missio na presidência, segundo o novo mandatário a intenção era administrar o CCR em um modelo empresarial que fosse capaz de gerar receitas para o mantenimento do futebol profissional e das categorias de base. Tony que havia passado uma temporada na Europa a fim de compreender os modelos administrativos dos clubes daquele continente, voltava a cidade com novas ideias considerando-se em suas próprias palavras: "um homem do futebol para trazer futebol a Cascavel". No ano seguinte, com uma estrutura financeira mais sólida a nova diretoria teria na disputa da Divisão de Acesso de 2017, o seu primeiro desafio, nesta competição o clube conseguiu uma boa campanha mas não o suficiente para conseguir o acesso. Já em 2018,  o Tricolor do Oeste teve um excelente desempenho na Divisão de Acesso, sagrando-se vice-campeão do certame, conseguindo ascender para a primeira divisão do Campeonato Paranaense.
O ano de 2019, marcava o retorno do Cascavel Clube Recreativo a elite do futebol paranaense após oito anos. A disputa da competição chegou a ser ameaçada pelas dívidas trabalhistas restantes da gestão Sergio Santos, no entanto, o presidente Tony Di Almeida conseguiu um acordo com a justiça para a quitação dos débitos viabilizando a participação do clube no certame. Dentro de campo, o Tricolor fez uma campanha estável garantindo a permanência na primeira divisão do estadual.
Em 2021 foi rebaixado no Campeonato Paranaense após perder por 9 a 0 e foi punido por 2 anos por falsificação de testes de Covid-19 no jogo contra o Athletico Paranaense que terminou 5 a 1.

### 2024
Em 2024, depois de alguns anos sem disputar nenhuma competição, o clube, sob nova diretoria, foi rebatizado e mudou de cidade, dando origem à um novo time, o Oeste Brasil Futebol Clube, sediado na cidade de Toledo. 

## Jogadores notáveis
Apesar de relativamente jovem o Cascavel tem jogadores que se destacaram com a camisa tricolor marcando sua passagem pelo clube. O principal nome deles é o atacante Irineu, o jogador que é natural da cidade já defendeu a serpente por  quatro temporadas e nesse período se tornou o maior artilheiro da história do clube com 31 gols marcados, também cascavelenses os irmãos Sidiclei e Jean Carlo mostraram toda sua experiência e qualidade jogando no meio-campo. 
Wellington Edimilson Becalli Foi um atleta notável jogando de ponta e muitas vezes de lateral ajudou a serpente conquistar alguns títulos e sendo muitas vezes o destaque em jogos importantes marcando gols e dando assistências,
Como ponta fez o gol mais bonito da temporada em 2013,Um gol com dribles fantásticos e uma finalização de letra incrível.
Gildázio foi outro atleta de destaque, o meia sempre é lembrado por sua atuação decisiva na vitória por quatro a três diante do Atlético-PR no ano de 2007. Outros nomes de relevância são os do lateral esquerdo Gilson e do goleiro Glédson, que hoje atuam em equipes de maior expressão do futebol brasileiro.

## Estádio
O Estádio Olímpico Regional Arnaldo Busatto mais conhecido como Olímpico regional, é a casa do Cascavel e sua capacidade é de 28.125 espectadores. Foi inaugurado em 10 de novembro de 1982, em uma partida amistosa entre Cascavel E.C. e São Paulo cujo placar foi de um a zero em favor da equipe da paulista. A principal competição recebida no estádio foi no período de 18 a 29 de janeiro de 2000, quando foram realizados os jogos Pré-Olímpicos do grupo “B”, entre as seleções da Argentina, Bolívia, Paraguai, Peru e Uruguai.

## Símbolos

### Cores
As cores do Cascavel Clube Recreativo estão intimamente ligadas a história do futebol da cidade, mais precisamente em um período no qual os cascavelenses se dividiam entre o azul do Tuiuti e o vermelho do Comercial, dois clubes que chegaram a disputar campeonatos profissionais da Federação Paranaense de Futebol na década de 1960. Nessa época, o conjunto populacional de Cascavel era formado majoritariamente por migrantes do estado do Rio Grande do Sul que trouxeram consigo seus costumes, sua cultura, assim como o apresso pelo futebol e pela dupla Grenal. Dessa forma, os torcedores que se identificavam com o Grêmio se associavam ao Tuiuti, clube fundado em 1949, já os colorados se associavam ao Comercial, fundado em 1964.
O clássico entre os dois clubes ficou conhecido como Tuicial e movimentava os finais de semana de futebol das famílias cascavelenses como se fosse um Grenal no interior paranaense.  Diante dessa rivalidade em 1970, surge o Cascavel Futebol Clube que tinha o objetivo de unificar a torcida cascavelense, adotando o azul do Tuiuti, o vermelho do Comercial e o branco como forma de harmonizar os torcedores do município. Mais tarde em 19 de janeiro de 1979, surgiu o Cascavel Esporte Clube que sobre a mesma perspectiva acabou adotando as cores do Cascavel Futebol Clube que havia sido extinto em 1972. Portanto, a origem das cores do Cascavel Clube Recreativo são oriundas desses momentos históricos do futebol do município, sobretudo pelo fato do Cascavel Esporte Clube ter a maior influencia no processo de criação da agremiação.

### Escudo
Atualmente, o escudo Cascavel Clube Recreativo é formado pelos seguintes elementos: ao centro uma cobra cascavel enrolada em uma bola de futebol, acima o nome do clube abreviado (Cascavel C.R.) escrito em caixa alta na cor branca, abaixo o ano de fundação do clube (2001) com a mesma formatação. Ao fundo o escudo apresenta 11 listras verticais em azul e vermelho, envolvendo esta estruturação está uma borda na cor branca. Acima do distintivo está uma estrela amarela alusiva ao título estadual de 1980, do Cascavel Esporte Clube um dos clubes fundadores do CCR.

### Mascote
Para fazer um elo de identificação com seus torcedores não haveria melhor escolha como mascote do que a cobra Cascavel, já que a serpente dá nome tanto a cidade quanto ao clube.

### Uniformes
Historicamente, o desenvolvimento e fornecimento das vestimentas de jogo do Cascavel fica sob a responsabilidade de empresas de material esportivo  locais como a Jaclani, a Palotina Esportes e a Lado Oposto Uniformes. No que refere-se a ordenação entre o conjunto de uniformes principal e reserva, houve uma variação nos últimos anos: o uniforme branco passou a ser o secundário e o uniforme predominantemente azul marinho com detalhes em vermelho e branco foi adotado como uniforme principal. O CCR também utilizou nas últimas temporadas o uniforme composto por listras verticais em vermelho e azul com listras verticais brancas de menor espessura separando as duas cores com calções e meias na cor azul. Destaca-se, que a característica principal do uniforme da serpente tricolor é o mantenimento do branco, do vermelho e do azul como às cores tradicionais do clube.

## Torcidas e organizações
- Organização Serpente Tricolor: a história da Organização Serpente Tricolor começou a partir de um grupo de amigos que sempre acompanhou a trajetória do futebol no município. Percebendo ser necessário mudar o conceito de torcida não apenas em Cascavel mas também na região Oeste do Paraná, apresentaram o novo propósito de não somente assistir aos jogos, mas também incentivar o clube por meio de faixas e cantos. Assim, em  22 de Maio de 2005, é fundada a Serpente Tricolor, passando apoiar o Cascavel Clube Recreativo nos seus confrontos, tanto dentro como fora de casa. No início de suas atividades o número de participantes eram 6, atualmente conta com mais de 48 integrantes.[48][49]

## Clássicos e rivalidades

### Clássico da Soja
O mais tradicional rival do Cascavel é o Toledo.  O Clássico da Soja como é conhecido o confronto entre as duas equipes tem  mais de 20 anos de história, sendo considerado um dos maiores clássicos do futebol paranaense. A rivalidade ultrapassa as quatro linhas estando presente em outros esportes como o futsal e até mesmo na política das duas cidades o que torna o clássico ainda mais acirrado.

### Clássico do Oeste Paranaense
O Clássico do Oeste Paranaense é o nome dado ao confronto dos clubes de futebol das cidades de Cascavel e Foz do Iguaçu os dois maiores municípios da região Oeste do estado. Os confrontos entre o Cascavel C. R. e o Foz do Iguaçu Futebol Clube iniciaram-se na primeira década dos anos 2000, válidos pelos campeonatos estaduais da primeira e segunda divisão. Ao todo são 12 jogos, com 9 vitórias do Cascavel, 4 do Foz e 1 empate.

### Clássico do Veneno
O Clássico do Veneno é o nome dado para o confronto entre o Futebol Clube Cascavel e o Cascavel Clube Recreativo. A primeira partida oficial entre as duas equipes foi realizada no dia 31 de março de 2019 no Estádio Olímpico Regional de Cascavel, partida válida pela última rodada da Taça Dirceu Krüger, na segunda fase do Campeonato Paranaense de Futebol 2019.
Foram realizadas três partidas entre as duas equipes sendo dois empates e uma vitória para o FC Cascavel, a última partida realizada foi no dia 1 de Abril de 2021 pelo Campeonato Paranaense, onde o FC Cascavel empatou com Cascavel CR pelo placar de 3 a 3.

## Títulos
| Estaduais | Estaduais                                | Estaduais | Estaduais  |
|           | Competição                               | Títulos   | Temporadas |
| --------- | ---------------------------------------- | --------- | ---------- |
|           | Campeonato Paranaense - Terceira Divisão | 1         | 2015       |

### Campanhas de destaque
- Vice-Campeão da Campeonato Paranaense - Divisão de Acesso: 2006 e 2018
- 3º Lugar da Campeonato Paranaense - Divisão de Acesso: 2002 e 2004